# 사일런트 나이트 (2021년 영화)
"사일런트 나이트"(영어: Silent Night)는 2021년 공개된 영국의 코미디 드라마 영화이다.

## 출연

### 주연
- 키이라 나이틀리 : 넬 역
- 매튜 구드 : 사이먼 역
- 로먼 그리핀 데이비스 : 아트 역

### 조연
- 애나벨 월리스 : 샌드라 역
- 릴리 로즈 뎁 : 소피 역
- 소프 디리수 : 제임스 역
- 커비 하웰-밥티스트 : 알렉스 역
- 루시 펀치 : 벨라 역
- 루퍼스 존스 : 토니 역